# Риттингер, Петер фон
Петер фон Риттингер (нем. Peter von Rittinger; 23 января 1811, Нойтетчин, Моравия, Австрийская империя (ныне Нови-Йичин, Чехия) — 7 декабря 1872, Вена, Австро-Венгрия) — австрийский горный инженер, один из основоположников науки об обогащении полезных ископаемых. Изобретатель.

## Биография
Родился в бедной семье. После окончания гимназии, изучал философию и право в Университет Оломоуца. Позже, в Академии горного дела и лесного хозяйства в Шемнице (ныне Банска-Штьявница, Словакия). Монтанист.
С 1840 года — на государственной службе. C cepедины XIX века работал в Mинистерстве земель и горного дела Aвстрийской империи, инспектировал учебные заведения. В 1849 году — руководитель горнодобывающей промышленность района Иоакимшталер (ныне г. Яхимова).
В 1850 году был назначен советником отделения технических сооружений при министерстве горного дела в Вене, а в 1864 году — докладчиком по делам австрийских горных академий; преподавание в академиях было изменено, согласно предложениям фон Риттингера.
B 1863—1865 годах — президент Союза инженеров и архитекторов Aвстрии.

## Научная деятельность
Разработал теорию дробления, согласно которой расход энергии на дробление пропорционален величине вновь образованной поверхности - закон Риттингера. Вывел формулу, названную его именем, позволяющую определить конечную скорость падения минеральной частицы в воде в зависимости от крупности частицы и плотности минерала.
Им созданы обогатительные аппараты — шпицкастен, сотрясательный стол (прообраз современных концентрационных столов) и другие. Занимался также вопросами маркшейдерии.
Петеру Риттеру фон Риттингеру принадлежит изобретение теплового насоса, он спроектировал и установил первый известный тепловой насос в 1855 году.
В горном деле считался известным европейским авторитетом и первопроходцем в области переработки полезных ископаемых. Сделал ряд изобретений в горном деле, например барабан для промывания руды и т. п., которые получили большое распространение.
С 1854 году издавал свои «Erfahrungen», которые выходили в виде приложения к «Oesterreichische Zeitung für Berg- und Hüttewensen». Опубликовал первый в мире «Учебник по обогащению» (1867), удостоенный золотой медали на Bсемирной выставке в Париже.
В 1863 году был награжден орденом Железной Короны 3-й степени, дающего право наследственного дворянства.
Почётный гражданин Яхимова.

## Память
- Oдин из открытых минералов назван риттингеритом.
- В 1936 году его именем названа улица Риттингергасс в районе Флоридсдорфе, Вены.
- Его имя носит минераловедческий институт Rittinger Institut.